# Jamule
Jamule (bürgerlich Jamal Manuel Issa Serrano, arabisch جمال مانويل عيسى سيرانو; * 22. November 1996 in Duisburg) ist ein deutscher Rapper.

## Kindheit und Jugend
Jamules Vater stammt aus dem Libanon, seine Familie mütterlicherseits aus dem Dorf Bedmar y Garcíez in Andalusien. Direkt nach seiner Geburt zog die Familie nach Mülheim an der Ruhr und ein Jahr später nach Essen, wo er im Stadtteil Kray aufwuchs. Er ging jedoch unter anderem in Mülheim an der Ruhr zur Schule und musste so pendeln. 
Jamule kommt aus einer Musikerfamilie. Seine Mutter, Maria Serrano Serrano, war als Tänzerin Mitglied der Popgruppe Passion Fruit und kam am 24. November 2001 bei einem Flugzeugunglück (Crossair-Flug 3597) in der Schweiz ums Leben. Jamule wuchs bei seinem Vater auf. Schon im Kindesalter begann er zu musizieren. Jamule beendete seine Schule nach der zehnten Klasse und begann eine Ausbildung als Kaufmann im Groß- und Außenhandel, die er jedoch nach einem Jahr abbrach. Anschließend ging er Nebenjobs nach und arbeitete unter anderem als Barkeeper.

## Karriere
2017 schloss er sich mit dem Essener Produzentenduo Miksu & Macloud zusammen. Seitdem wurde jedes Release des Rappers, bis auf die Kollaboration Unterwegs mit dem Produzententrio KitschKrieg für deren Album KitschKrieg, von den beiden produziert. Im Oktober 2018 wurde über Instagram bekannt, dass Jamule einen Künstlervertrag bei PA Sports’ Label Life is Pain unterschrieben habe. Zuvor soll Jamule noch keinen einzigen Song veröffentlicht haben.
Mit seiner Debütsingle NBA gelangte Jamule auf Anhieb in die deutschen Singlecharts. Seine erste EP namens Ninio erschien am 1. März 2019 über Life is Pain.
Nach der Ankündigung seines ersten Albums für das folgende Jahr begleitete er Luciano im Dezember 2019 auf dessen Millies Tour. Sein Debütalbum LSD erschien mit Verzögerung am 14. Februar 2020. Das Album sowie die Singleauskopplung Ich hol dich ab erreichten Platz fünf in den jeweiligen Charts.
Am 30. April 2021 wurde sein zweites Album Sold veröffentlicht, sein drittes Soloalbum Magic am 24. Februar 2022. Am 24. November desselben Jahres erschien gemeinsam mit seinem Labelkollegen Fourty das Kollaboalbum Kids with Attitude. Am 5. April 2023 erschien sein viertes Soloalbum Chaos.

## Diskografie
Studioalben

| Jahr | Titel Musiklabel                      | Höchstplatzierung, Gesamtwochen, AuszeichnungChartplatzierungen (Jahr, Titel, Musiklabel, Platzierungen, Wochen, Auszeichnungen, Anmerkungen) | Höchstplatzierung, Gesamtwochen, AuszeichnungChartplatzierungen (Jahr, Titel, Musiklabel, Platzierungen, Wochen, Auszeichnungen, Anmerkungen) | Höchstplatzierung, Gesamtwochen, AuszeichnungChartplatzierungen (Jahr, Titel, Musiklabel, Platzierungen, Wochen, Auszeichnungen, Anmerkungen) | Anmerkungen                              |
| Jahr | Titel Musiklabel                      | DE | AT | CH | Anmerkungen                              |
| ---- | ------------------------------------- | --- | --- | --- | ---------------------------------------- |
| 2020 | LSD Life is Pain (UMG)                | DE5 (9 Wo.)DE | AT8 (6 Wo.)AT | CH10 (3 Wo.)CH | Erstveröffentlichung: 14. Februar 2020   |
| 2021 | Sold Life is Pain (UMG)               | DE16 (5 Wo.)DE | AT7 (5 Wo.)AT | CH17 (4 Wo.)CH | Erstveröffentlichung: 30. April 2021     |
| 2022 | Magic Life is Pain (UMG)              | DE7 (3 Wo.)DE | AT20 (2 Wo.)AT | CH18 (2 Wo.)CH | Erstveröffentlichung: 24. Februar 2022   |
| 2023 | Chaos Life is Pain (UMG)              | DE33 (2 Wo.)DE | AT32 (1 Wo.)AT | CH29 (1 Wo.)CH | Erstveröffentlichung: 5. April 2023      |
| 2023 | Hotgirlsummer Tape Life is Pain (UMG) | DE60 (1 Wo.)DE | AT53 (1 Wo.)AT | CH40 (1 Wo.)CH | Erstveröffentlichung: 21. September 2023 |